# Derrick Davenport
Derrick Davenport (14 de enero de 1978) es un modelo y entrenador personal estadounidense, más conocido por haber sido nombrado "Hombre del año" en 2005 por la revista Playgirl.

## Biografía
Derrick Davenport nació el 14 de enero de 1978 en Greenwood, Carolina del Sur, criado por su madre. Desde pequeño tuvo especial interés por el fitness y el ejercicio físico, comenzando a entrenar a una edad temprana. En el colegio, Derrick fue siempre muy activo y competitivo en los deportes. Estudió y se graduó en la Universidad de Carolina del Sur.

## Filmografía
- 2006 - Yvan Cournoyer: Up Close & Personal (documental)
- 2006 - The Art of Exposure (documental)
- 2005 - Complete Circuit Training (corto)